# Ліга Мінейро
Ліга Мінейро (порт.-браз. Campeonato Mineiro) — чемпіонат бразильського штату Мінас-Жерайс з футболу. Ліга Мінейро проводиться під егідою Федерації Мінейро з футболу (ФМФ) (порт.-браз. Federação Mineira de Futebol). Вищий дивізіон називається Модуль I (порт.-браз. Campeonato Mineiro de Futebol do Módulo I), найгірші команди за підсумками першості вилітають в Модуль II.
Ліга Мінейро по силі в Бразилії згідно з рейтингом КБФ поступається Лізі Паулісті, Лізі Каріоці і Лізі Гаушу. Втім, неофіційно чемпіонат цього штату поступається за популярністю ще кільком Лігам Бразилії (Парана, Пернамбуку, Баїя) через відносно низький середній рівень учасників турніру, за винятком двох титанів — протягом всієї історії в Лізі виділилися два яскраво-виражених клубу лідера: «Атлетіко Мінейро» і «Крузейро». Крім того, в перші роки існування Ліги в ній домінувала третя команда з Белу-Орізонті — «Америка», але в наступні роки вона втратила свою силу і авторитет.
На футбольну авансцену клуби Ліги Мінейро вийшли в 1960-ті роки — спочатку «Крузейро» виграв один з розіграшів Кубка Бразилії, який в ті роки фактично виконував роль чемпіонату Бразилії, а потім і «Атлетіко Мінейро», який став першим офіційним чемпіоном Бразилії в 1971 році. З тих пір два гранда штату входять до когорти найсильніших дванадцяти клубів Бразилії.

## Значення слова Мінейро
Слово «Мінейро» означає приналежність до штату Мінас-Жерайс. Цим словом в Бразилії позначають все, що вироблено в цьому штаті (прикметник), а також людей — вихідців з цього штату (іменник). Найяскравіший приклад — півзахисник берлінської «Герти», переможець Кубка Лібертадорес і клубного чемпіонату світу 2005 року у складі «Сан-Паулу», учасник чемпіонату світу 2006 року у складі збірної Бразилії Мінейро. Також є нападник Алекс Мінейро.

## Досягнення клубів
- Атлетико Мінейро (БО) — 43
- Крузейро (БО) — 37[1]
- Америка Мінейро (БО) — 16
- Віла-Нова (Нова-Ліма) — 5
- Сідерургіка (Сабара) — 2
- Іпатінга — 1
- Калденсе (Посус-ді-Калдас) — 1